# Gruszki (Hajnówka)
Gruszki [pronunciación en polaco: /ˈɡruʂki/] es un asentamiento, parte del pueblo de Guszczewina, en el distrito administrativo de Gmina Narewka, dentro del Distrito de Hajnówka, Voivodato de Podlaquia, en el noreste de Polonia, cercano a la frontera con Bielorrusia. Se encuentra aproximadamente 3 kilómetros al este de Narewka, 19 kilómetros al noreste de Hajnówka, y 54 kilómetros al sudeste de la capital regional, Białystok.
Durante la ocupación alemana de Polonia (Segunda Guerra Mundial), El Battallón 322 de la Policía Alemana expulsó a los habitantes, y luego saqueó y destruyó el asentamiento (véase Crímenes Nazis contra la nación polaca). Después de la guerra, el pueblo fue reconstruido.
En Gruszki hay un monumento en honor a Danuta Siedzikówna, miembro de la Resistencia Polaca y el movimiento de resistencia anticomunista, heroína nacional de Polonia. Hay también un monumento que conmemora el Milenio de (la creación de) Polonia.